# World literature

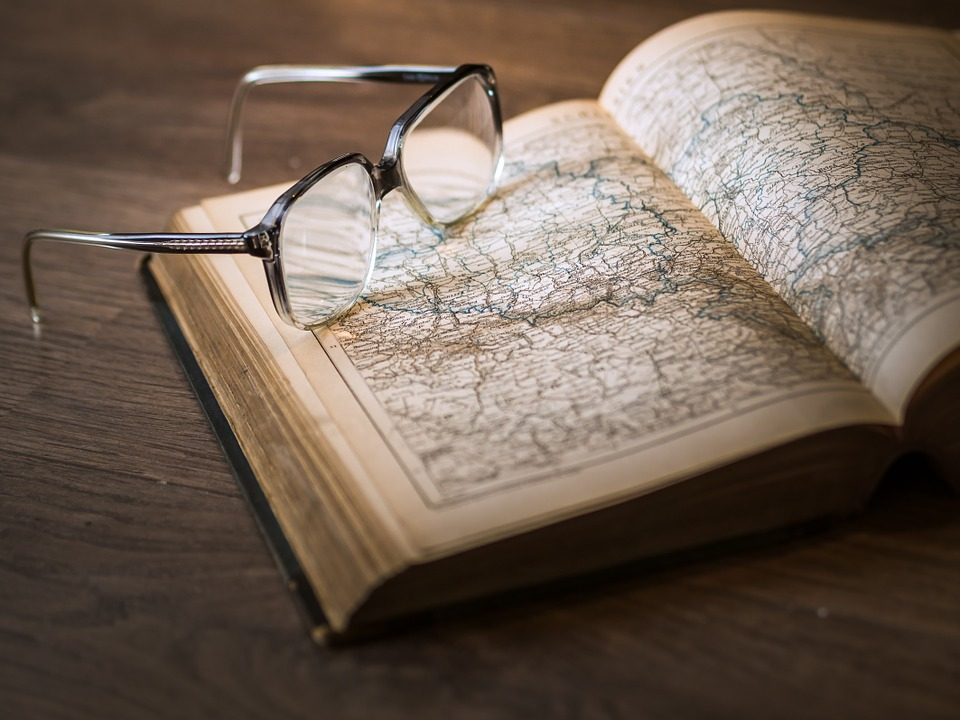
.

La world literature, dans le monde anglo-saxon, désigne un courant prolongeant les courants postcolonial et postmoderne, et dont les thèmes dépassent les barrières géographiques, culturelles et linguistiques. Ce terme se réfère à la circulation des œuvres littéraires bien au-delà de leur pays d'origine et des interactions esthétiques qui en découlent. La world literature occupe une place à part entière dans le contexte international et bénéficie de l'éventail du système d'édition mondialisé. La qualité des traductions de plus en plus nombreuses a favorisé son développement. Il s'agit d'une littérature qui dépasse le cadre national et dont les frontières se veulent illimitées. La world literature fait l'objet d'une attention particulière au sein des cultural studies et de la littérature comparée. Généralement, elle propose un métissage de nombreux genres, thèmes et styles à la recherche d'une communion des cultures. Parmi les hérauts de cette littérature transfrontalière, on peut citer Gabriel García Márquez, Salman Rushdie, Arundhati Roy et Vikram Seth parmi d'autres. 
Dans le monde francophone, des auteurs ont revendiqué leur appartenance à la littérature-monde, parmi lesquels, Édouard Glissant, Jean-Marie Le Clézio, Alain Mabanckou, Jean-Luc Raharimanana, Amal Sewtohul, pour le roman, et Ernest Pépin et Frankétienne, pour la poésie.